# Woodrow Parfrey
Woodrow Parfrey (New York, 5 ottobre 1922 – Los Angeles, 29 luglio 1984) è stato un attore statunitense.
Recitò dal 1957 al 1983 in 26 film e dal 1950 al 1984 in oltre 160 produzioni televisive. Fu accreditato anche con il nome Woody Parfrey.

## Biografia
Woodrow Parfrey nacque a New York il 5 ottobre 1922. Debuttò in televisione nel 1950 e al cinema a metà dello stesso decennio. Per gli schermi televisivi intraprese una carriera fruttuosa e decennale; interpretò, tra gli altri, i ruoli di Holmes in quattro episodi della serie Iron Horse dal 1966 al 1967 e Maxwell Digby in tre episodi della serie Doris Day Show nel 1968 (più un altro episodio con un altro ruolo). Vanta tuttavia molte altre partecipazioni dagli anni cinquanta agli anni ottanta in veste di guest star o di interprete di personaggi minori in numerosi episodi, anche con ruoli diversi in più di un episodio, come in tre episodi di La città in controluce, tre episodi di Il fuggiasco, quattro episodi di Strega per amore, quattro episodi di Bonanza, quattro episodi di Mod Squad, i ragazzi di Greer, tre episodi di Insight e tre episodi di Time Express.
Per gli schermi cinematografici ha interpretato, tra gli altri Clusiot in Papillon (1973), Stafford in Il vendicatore del Texas (1963), Eddie Rankin in How to Save a Marriage and Ruin Your Life (1968), Maximus in Il pianeta delle scimmie (1968), Mr. Jaffe in Ispettore Callaghan: il caso Scorpio è tuo! (1971), Mr. Gates in Pazzo pazzo West! (1975), W. C. Hannon in Carny un corpo per due uomini (1980), Mr. Chartner in La fantastica sfida (1980) e il dottor Doyle in Frances (1982).
Terminò la carriera televisiva interpretando Bryce Macklin nell'episodio The Far Side of Fear della serie The Yellow Rose, che fu mandato in onda il 12 maggio 1984. Per ciò che concerne il suo curriculum cinematografico, l'ultima interpretazione risale al film La stangata II (1983), in cui interpretò il ruolo di Georgie. Morì a 61 anni a Los Angeles per un attacco di cuore il 29 luglio 1984 e fu seppellito al Los Angeles National Cemetery.

## Filmografia

### Cinema
- So Lovely... So Deadly, regia di Will Kohler (1957)
- Johnny Gunman, regia di Art Ford (1957)
- Il vendicatore del Texas (Cattle King), regia di Tay Garnett (1963)
- Il principe guerriero (The War Lord), regia di Franklin Schaffner (1965)
- Il pirata del re (The King's Pirate), regia di Don Weis (1967)
- Carta che vince, carta che perde (The Flim-Flam Man), regia di Irvin Kershner (1967)
- Come salvare un matrimonio e rovinare la propria vita (How to Save a Marriage and Ruin Your Life), regia di Fielder Cook (1968)
- Il pianeta delle scimmie (Planet of the Apes), regia di Franklin Schaffner (1968)
- Squadra omicidi, sparate a vista! (Madigan), regia di Don Siegel (1968)
- Sam Whiskey, regia di Arnold Laven (1969)
- Una scommessa in fumo (Cold Turkey), regia di Norman Lear (1971)
- Ispettore Callaghan: il caso Scorpio è tuo! (Dirty Harry), regia di Don Siegel (1971)
- I duri di Oklahoma (Oklahoma Crude), regia di Stanley Kramer (1973)
- Chi ucciderà Charley Varrick? (Charley Varrick), regia di Don Siegel (1973)
- Papillon, regia di Franklin Schaffner (1973)
- Pazzo pazzo West! (Hearts of the West), regia di Howard Zieff (1975)
- Il gigante della strada (Stay Hungry), regia di Bob Rafelson (1976)
- Il texano dagli occhi di ghiaccio (The Outlaw Josey Wales), regia di Clint Eastwood (1976)
- The Seniors, regia di Rod Amateau (1978)
- Carny un corpo per due uomini (Carny), regia di Robert Kaylor (1980)
- Bronco Billy, regia di Clint Eastwood (1980)
- La fantastica sfida (Used Cars), regia di Robert Zemeckis (1980)
- Chi vuole uccidere Miss Douglas? (The Seduction), regia di David Schmoeller (1982)
- Un giocatore troppo fortunato (Jinxed!), regia di Don Siegel (1982)
- Frances, regia di Graeme Clifford (1982)
- La stangata II (The Sting II), regia di Jeremy Kagan (1983)

### Televisione
- Danger – serie TV, un episodio (1950)
- Kraft Television Theatre – serie TV, 2 episodi (1954)
- Studio One – serie TV, un episodio (1956)
- Kraft Television Theatre – serie TV, un episodio (1956)
- The Kaiser Aluminum Hour – serie TV, episodio 1x04 (1956)
- Robert Montgomery Presents – serie TV, un episodio (1957)
- La città in controluce (Naked City) – serie TV, 3 episodi (1959-1961)
- Brenner – serie TV, un episodio (1959)
- Startime – serie TV, un episodio (1959)
- Play of the Week – serie TV, un episodio (1959)
- Armstrong Circle Theatre – serie TV, 3 episodi (1960-1961)
- The DuPont Show of the Month – serie TV, episodio 3x07 (1960)
- The Robert Herridge Theater – serie TV, un episodio (1960)
- La parola alla difesa (The Defenders) – serie TV, 2 episodi (1961-1962)
- The Million Dollar Incident – film TV (1961)
- Tallahassee 7000 – serie TV, un episodio (1961)
- Way Out – serie TV, un episodio (1961)
- Westinghouse Presents: The Dispossessed – film TV (1961)
- Gli intoccabili (The Untouchables) – serie TV, 2 episodi (1962-1963)
- Perry Mason – serie TV, 2 episodi (1962-1963)
- Il virginiano (The Virginian) – serie TV, 2 episodi (1962-1968)
- The Wide Country – serie TV, episodio 1x05 (1962)
- Sam Benedict – serie TV, un episodio (1962)
- The Farmer's Daughter – serie TV, 2 episodi (1963-1965)
- Gunsmoke – serie TV, un episodio (1963)
- Have Gun - Will Travel – serie TV, episodio 6x18 (1963)
- Empire – serie TV, un episodio (1963)
- Dakota (The Dakotas) – serie TV, episodio 1x18 (1963)
- La legge del Far West (Temple Houston) – serie TV, episodio 1x02 (1963)
- Breaking Point – serie TV, un episodio (1963)
- Combat! – serie TV, 2 episodi (1963)
- Il fuggiasco (The Fugitive) – serie TV, 3 episodi (1964-1965)
- Organizzazione U.N.C.L.E. (The Man from U.N.C.L.E.) – serie TV, 5 episodi (1964-1966)
- La grande avventura (The Great Adventure) – serie TV, episodio 1x13 (1964)
- Suspense – serie TV, un episodio (1964)
- The Richard Boone Show – serie TV, un episodio (1964)
- Summer Playhouse – serie TV, un episodio (1964)
- Tom, Dick and Mary – serie TV, un episodio (1964)
- Hazel – serie TV, un episodio (1964)
- Profiles in Courage – serie TV, 2 episodi (1964)
- Gli inafferrabili (The Rogues) – serie TV, episodio 1x12 (1964)
- Death Valley Days – serie TV, 2 episodi (1965-1966)
- Gli eroi di Hogan (Hogan's Heroes) – serie TV, 2 episodi (1965-1967)
- Strega per amore (I Dream of Jeannie) – serie TV, 4 episodi (1965-1969)
- Wendy and Me – serie TV, un episodio (1965)
- No Time for Sergeants – serie TV, un episodio (1965)
- I mostri (The Munsters) – serie TV, un episodio (1965)
- Laredo – serie TV, un episodio (1965)
- Mr. Roberts (Mister Roberts) – serie TV, episodio 1x05 (1965)
- La leggenda di Jesse James (The Legend of Jesse James) – serie TV, un episodio (1965)
- Occasional Wife – serie TV, 2 episodi (1966-1967)
- Iron Horse – serie TV, 4 episodi (1966-1967)
- Bonanza – serie TV, 4 episodi (1966-1972)
- Il mio amico marziano (My Favorite Martian) – serie TV, un episodio (1966)
- Honey West – serie TV, episodio 1x25 (1966)
- A Man Called Shenandoah – serie TV, episodio 1x27 (1966)
- Scalplock – film TV (1966)
- Polvere di stelle (Bob Hope Presents the Chrysler Theatre) – serie TV, un episodio (1966)
- Tre nipoti e un maggiordomo (Family Affair) - serie TV, episodio 1x05 (1966)
- Batman – serie TV, 2 episodi (1966)
- Per favore non mangiate le margherite (Please Don't Eat the Daisies) – serie TV, un episodio (1966)
- Squadra speciale anticrimine (The Felony Squad) – serie TV, episodi 1x23-2x17 (1967)
- Missione impossibile (Mission: Impossible) – serie TV, 2 episodi (1967-1972)
- Get Smart – serie TV, un episodio (1967)
- Lost in Space – serie TV, un episodio (1967)
- Viaggio in fondo al mare (Voyage to the Bottom of the Sea) – serie TV, un episodio (1967)
- The Second Hundred Years – serie TV, 2 episodi (1967)
- The Flying Nun – serie TV, un episodio (1967)
- Doris Day Show (The Doris Day Show) – serie TV, 4 episodi (1968-1970)
- Quella strana ragazza (That Girl) – serie TV, 2 episodi (1968-1970)
- Mannix – serie TV, 9 episodi (1968-1975)
- Vita da strega (Bewitched) – serie TV, un episodio (1968)
- Al banco della difesa (Judd for the Defense) – serie TV, un episodio (1968)
- The Sunshine Patriot – film TV (1968)
- Mayberry R.F.D. – serie TV, 2 episodi (1969-1970)
- Reporter alla ribalta (The Name of the Game) – serie TV, 3 episodi (1969-1970)
- Mod Squad, i ragazzi di Greer (The Mod Squad) – serie TV, 4 episodi (1969-1972)
- Lancer – serie TV, episodio 1x23 (1969)
- Wake Me When the War Is Over – film TV (1969)
- Daniel Boone – serie TV, un episodio (1969)
- The Good Guys – serie TV, un episodio (1969)
- Silent Night, Lonely Night – film TV (1969)
- Adam-12 – serie TV, 3 episodi (1970-1971)
- Room 222 – serie TV, 2 episodi (1970-1972)
- Hastings Corner – film TV (1970)
- Love, American Style – serie TV, un episodio (1970)
- The Movie Murderer – film TV (1970)
- The Andersonville Trial – film TV (1970)
- The Bill Cosby Show – serie TV, un episodio (1970)
- Il rifugio del corvo (Crowhaven Farm) – film TV (1970)
- Uno sceriffo a New York (McCloud) – serie TV, 2 episodi (1971-1975)
- Insight – serie TV, 3 episodi (1971-1977)
- The Most Deadly Game – serie TV, un episodio (1971)
- F.B.I. (The F.B.I.) – serie TV, un episodio (1971)
- Who Killed the Mysterious Mr. Foster? – film TV (1971)
- Ai confini dell'Arizona (The High Chaparral) - serie TV, episodio 4x17 (1971)
- Due onesti fuorilegge (Alias Smith and Jones) – serie TV, un episodio (1971)
- Uomini di legge (Storefront Lawyers) – serie TV, un episodio (1971)
- Una famiglia americana (The Waltons) – serie TV, un episodio (1971)
- The Homecoming: A Christmas Story – film TV (1971)
- Ironside – serie TV, 2 episodi (1972-1974)
- Lo sceriffo del sud (Cade's County) – serie TV, un episodio (1972)
- A Very Missing Person – film TV (1972)
- No Place to Run – film TV (1972)
- Le pazze storie di Dick Van Dyke (The New Dick Van Dyke Show) – serie TV, un episodio (1972)
- Chase – serie TV, 2 episodi (1973-1974)
- Le strade di San Francisco (The Streets of San Francisco) – serie TV, episodi 2x06-3x06 (1973-1974)
- A tutte le auto della polizia (The Rookies) – serie TV, 2 episodi (1973-1975)
- Hunter – film TV (1973)
- Temperatures Rising – serie TV, un episodio (1973)
- Kung Fu – serie TV, un episodio (1973)
- Wheeler and Murdoch – film TV (1973)
- L'ultimo colpo dell'ispettore Clark (The Alpha Caper) – film TV (1973)
- The New Perry Mason – serie TV, un episodio (1973)
- Maude – serie TV, un episodio (1973)
- Good Times – serie TV, un episodio (1974)
- The Girl with Something Extra – serie TV, un episodio (1974)
- Firehouse Squadra 23 (Firehouse) – serie TV, un episodio (1974)
- The Fess Parker Show – film TV (1974)
- Melvin Purvis G-MAN – film TV (1974)
- Il pianeta delle scimmie (Planet of the Apes) – serie TV, un episodio (1974)
- This Is the West That Was – film TV (1974)
- Movin' On – serie TV, 2 episodi (1974)
- Sulle strade della California (Police Story) – serie TV, 2 episodi (1975-1977)
- The Family Nobody Wanted – film TV (1975)
- The Big Rip-Off – film TV (1975)
- Get Christie Love! – serie TV, un episodio (1975)
- Lucas Tanner – serie TV, un episodio (1975)
- La famiglia Holvak (The Family Holvak) – serie TV, un episodio (1975)
- Valley Forge – film TV (1975)
- Quincy (Quincy M.E.) – serie TV, 2 episodi (1976-1983)
- Poliziotto di quartiere (The Blue Knight) – serie TV, un episodio (1976)
- Ellery Queen - serie TV, episodio 1x18 (1976)
- Ultimo indizio (Jigsaw John) – serie TV, un episodio (1976)
- The Return of the World's Greatest Detective – film TV (1976)
- Arthur Hailey's the Moneychangers (1976)
- The Oregon Trail – serie TV, un episodio (1977)
- La famiglia Bradford (Eight Is Enough) – serie TV, un episodio (1977)
- Kojak – serie TV, 2 episodi (1977)
- L'impareggiabile giudice Franklin (The Tony Randall Show) – serie TV, un episodio (1977)
- Charlie's Angels – serie TV, episodio 2x15 (1977)
- Lucan – serie TV, un episodio (1978)
- La casa nella prateria (Little House on the Prairie) - serie TV, episodio 4x17 (1978)
- L'uomo di neve (When Every Day Was the Fourth of July) – film TV (1978)
- Pepper Anderson agente speciale (Police Woman) – serie TV, un episodio (1978)
- Baretta – serie TV, un episodio (1978)
- ABC Afterschool Specials – serie TV, un episodio (1978)
- The New Maverick – film TV (1978)
- Truck Driver (B.J. and the Bear) – serie TV, un episodio (1978)
- WKRP in Cincinnati – serie TV, un episodio (1978)
- The Incredible Journey of Doctor Meg Laurel – film TV (1979)
- Dallas – serie TV, un episodio (1979)
- Backstairs at the White House – miniserie TV, un episodio (1979)
- Time Express – serie TV, 3 episodi (1979)
- The Tenth Month – film TV (1979)
- Barnaby Jones – serie TV, un episodio (1979)
- Vega$ – serie TV, 2 episodi (1979)
- Flo – serie TV, un episodio (1980)
- Pals, regia di Bob Claver film TV (1981)
- Codice rosso fuoco (Code Red) – serie TV, un episodio (1981)
- Mago Merlino (Mr. Merlin) – serie TV, un episodio (1982)
- CBS Afternoon Playhouse – serie TV, un episodio (1982)
- L'uomo di Singapore (Bring 'Em Back Alive) – serie TV, un episodio (1982)
- Professione pericolo (The Fall Guy) – serie TV, un episodio (1983)
- Bay City Blues – serie TV, 2 episodi (1983)
- Mai dire sì (Remington Steele) – serie TV, un episodio (1984)
- The Yellow Rose – serie TV, un episodio (1984)

## Doppiatori italiani
Nelle versioni in italiano delle opere in cui ha recitato, Woodrow Parfrey è stato doppiato da:
- Vinicio Sofia in Ispettore Callaghan: il caso Scorpio è tuo!
- Glauco Onorato in Papillon
- Mario Milita in Ellery Queen
- Manlio Guardabassi ne Il Texano dagli occhi di ghiaccio
- Gastone Pescucci in La casa nella prateria
- Sergio Fiorentini in Charlie's Angels
- Sergio Rossi in La famiglia Bradford